# Sofya Berultseva
Sofya Berultseva (Shymkent, 6 de novembro de 2000) é uma carateca cazaque, medalhista olímpica.

## Carreira
Berultseva conquistou a medalha de bronze nos Jogos Olímpicos de Verão de 2020 em Tóquio, após confronto na semifinal contra a egípcia Feryal Abdelaziz na modalidade kumite feminina acima de 61 kg. Anteriormente, ganhou várias medalhas no Campeonato Asiático de Caratê. Além disso, foi campeã do Karate1 Premier League em 2021.